# M (televisieprogramma)
M was een Nederlands praatprogramma van producent Human Factor TV, dat vanaf 14 mei 2018 gedurende het seizoen elke werkdag om 19.00 uur op televisie uitgezonden werd door de KRO-NCRV op NPO 1. De presentatie was in handen van Margriet van der Linden. De laatste aflevering was op 18 maart 2022.

## Format
In M vonden gesprekken plaats naar aanleiding van de actualiteit van de dag, over onder meer politiek, economie, sport, human interest, amusement en cultuur. Vaste rubrieken waren het "M-Panel", "M's Boekenclub" en "Musée M".
Onderdelen uit de beginperiode waren "High Five", "Zeg 't M", "MPEG.", "M's Headliners", "Nevermind the 90's" en "Mooi was die tijd". Het programma werd tijdens het eerste seizoen muzikaal ondersteund door het Thijs Boontjes Dans- en Showorkest.

## Achtergrond
Het eerste seizoen begon op maandag 14 mei 2018, en liep, met een onderbreking door het WK Voetbal, tot vrijdag 21 september. Seizoen twee liep van maandag 1 april 2019 tot en met vrijdag 28 juni 2019. Op woensdag 17 april 2019 waren er voor het eerst meer dan een miljoen kijkers (1.072.000). Het kijkcijferrecord staat op 2.812.000 kijker. Dit werd behaald op dinsdag 31 maart 2020. Het record kwam mede omdat het programma uitgezonden werd na een corona-persconferentie die door ruim 7,5 miljoen mensen werd bekeken.
In oktober 2020 ontving M een Divibokaal van De TV Knollen, waarbij ludieke 'prijzen' worden uitgereikt door omroepplatform Spreekbuis naar analogie van de Razzie voor slechtste film of de Loden Leeuw voor irritantste reclamespotje.